# Mesaeschra senescens
Mesaeschra senescens är en fjärilsart som beskrevs av Sergius G. Kiriakoff 1963. Mesaeschra senescens ingår i släktet Mesaeschra och familjen tandspinnare. Inga underarter finns listade i Catalogue of Life.